# 賽興山
47°31′13″N 10°34′20″E / 47.52028°N 10.57222°E

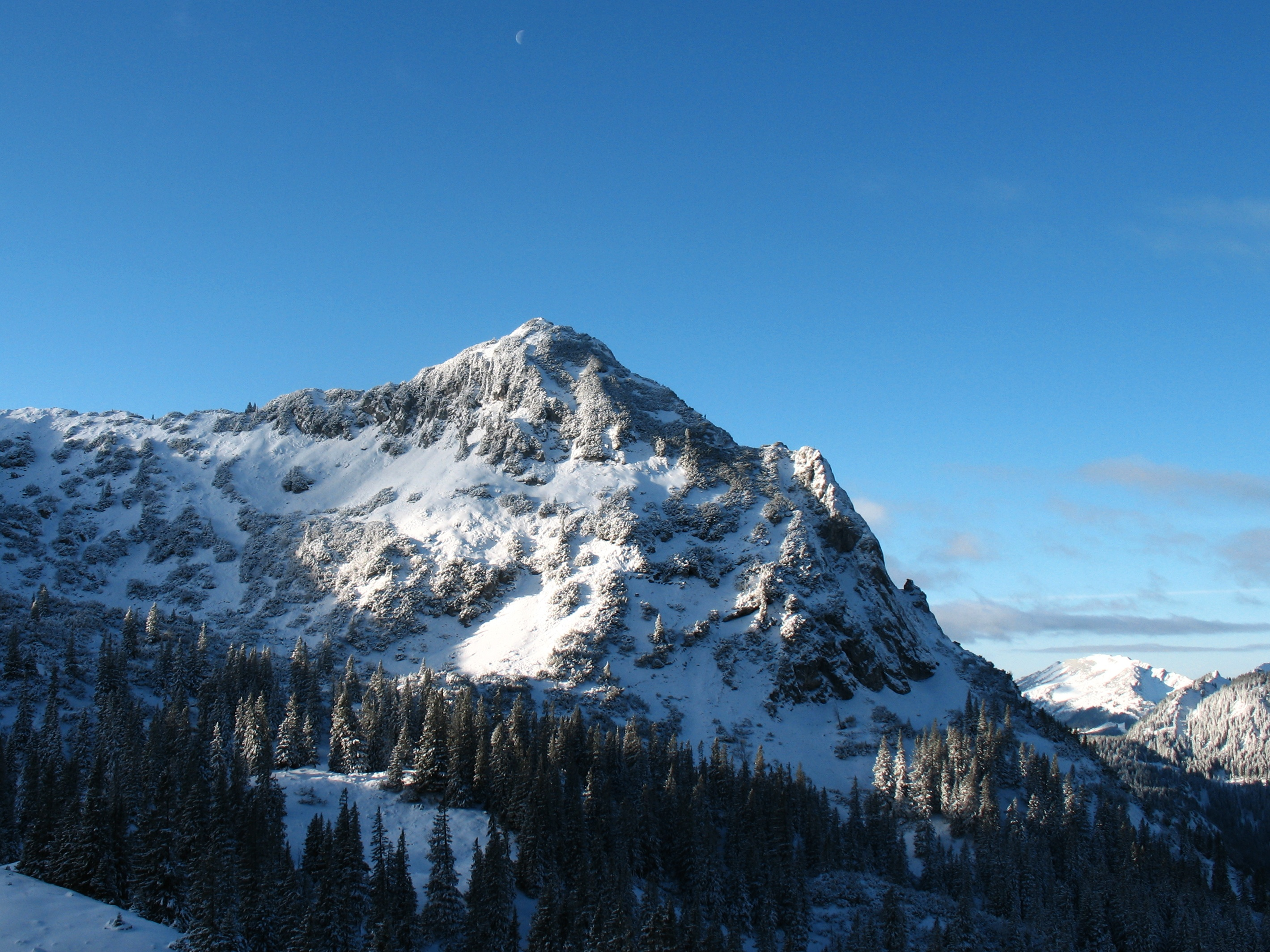

賽興山（德語：Seichenkopf），是奧地利的山峰，位於該國西部，由蒂羅爾州負責管轄，屬於阿爾高阿爾卑斯山脈的一部分，距離塞芬峰1.6公里，海拔高度1,864米，每年平均降雨量1,698毫米。